# Cantonul Athis-Mons
Cantonul Athis-Mons este un canton din arondismentul Palaiseau, departamentul Essonne, regiunea Île-de-France, Franța.

## Comune
| Comune              | Populație (1999) | Cod poștal | Cod INSEE   |
| ------------------- | ---------------- | ---------- | ----------- |
| Athis-Mons          | 30.393 hab.      | 91200      | 91 3 02 027 |
| Paray-Vieille-Poste | 7.111 hab.       | 91550      | 91 3 02 479 |